# Tumba (Vranje)
Pour les articles homonymes, voir Tumba.
Tumba (en serbe cyrillique : Тумба) est un village de Serbie situé sur le territoire de la Ville de Vranje, district de Pčinja. Au recensement de 2011, il comptait 15 habitants.

## Démographie
| 1948 | 1953 | 1961 | 1971 | 1981 | 1991 | 2002 | 2011 |
| ---- | ---- | ---- | ---- | ---- | ---- | ---- | ---- |
| 313  | 350  | 336  | 263  | 139  | 87   | 44   | 15   |

|  |